# Semnothyrsus sumatranus
Semnothyrsus sumatranus là một loài thực vật có hoa trong họ Ô rô. Loài này được (Miq.) Bremek. miêu tả khoa học đầu tiên năm 1944.